# Horkelia pickeringii
Horkelia pickeringii là loài thực vật có hoa trong họ Hoa hồng. Loài này được (Torr. ex A. Gray) Rydb. mô tả khoa học đầu tiên năm 1898.